# Le sang, c'est de l'argent
Le sang, c'est de l'argent (France) ou Transfusion sanguine (Québec) (Blood Feud) est le 22e et dernier épisode de la saison 2 de la série télévisée d'animation Les Simpson.

## Synopsis
À la suite d'un accident, M. Burns se retrouve à l'hôpital. Pour continuer de vivre, il lui faut une transfusion sanguine avec du sang O-, son groupe sanguin. Smithers se met en recherche d'un donneur. Homer se manifeste et propose Bart comme donneur. La transfusion réussit et M. Burns ressort de l'hôpital en pleine forme. Burns envoie alors une lettre de remerciement à Bart. Très énervé de ne pas avoir reçu de récompense, Homer écrit une lettre d'insulte pour M. Burns. Marge l'empêche de la poster, ce qui est finalement fait négligemment par Bart. Malgré tous les moyens employés par Homer, la lettre est finalement lue par M. Burns qui vire Homer. Mais Smithers, pris de remords, parvient à faire changer d'avis M. Burns qui finit par offrir à Homer ses mémoires et à Bart une œuvre d'art encombrante.
On y trouve une réplique culte de la série, lorsque Homer tente de récupérer la fameuse lettre d'insultes au guichet de la Poste :
« - Homer : Bonjour, je m'appelle M. Burns, je pense que vous avez une lettre pour moi. 
- Le guichetier : Mais M. Burns, quel est votre prénom ?
- Homer : Je ne sais pas. »